# Вілна (Нью-Йорк)
Вілна (англ. Wilna) — місто (англ. town) в США, в окрузі Джефферсон штату Нью-Йорк. Населення — 5732 особи (2020).

## Демографія
Згідно з переписом 2010 року, у місті мешкало 6427 осіб у 2406 домогосподарствах у складі 1638 родин. Було 2620 помешкань
Расовий склад населення:
| - 91,1 % — білих - 3,2 % — чорних або афроамериканців - 1,4 % — азіатів - 0,7 % — корінних американців - 0,2 % — вихідців з тихоокеанських островів - 1,1 % — осіб інших рас |

До двох чи більше рас належало 2,3 %. Частка іспаномовних становила 3,7 % від усіх жителів.
За віковим діапазоном населення розподілялося таким чином: 25,7 % — особи молодші 18 років, 62,1 % — особи у віці 18—64 років, 12,2 % — особи у віці 65 років та старші. Медіана віку мешканця становила 33,0 року. На 100 осіб жіночої статі у місті припадало 98,8 чоловіків;  на 100 жінок у віці від 18 років та старших — 97,4 чоловіків також старших 18 років.
Середній дохід на одне домашнє господарство  становив 57 190 доларів США (медіана — 46 519), а середній дохід на одну сім'ю — 64 448 доларів (медіана — 52 500). Медіана доходів становила 47 936 доларів для чоловіків та 33 942 долари для жінок. За межею бідності перебувало 21,4 % осіб, у тому числі 27,4 % дітей у віці до 18 років та 7,6 % осіб у віці 65 років та старших.
Цивільне працевлаштоване населення становило 2469 осіб. Основні галузі зайнятості: освіта, охорона здоров'я та соціальна допомога — 28,8 %, роздрібна торгівля — 10,9 %, публічна адміністрація — 10,6 %.